# SATENA
SATENA (acrónimo de Servicio Aéreo a Territorios Nacionales) es una aerolínea comercial de pasajeros, propiedad del Gobierno Colombiano y fundada el 12 de abril de 1962. Tiene su sede en Fontibón, Bogotá. Cubre rutas nacionales, regionales y algunas internacionales desde el Terminal Puente Aéreo en Bogotá, el aeropuerto Olaya Herrera de Medellín, el Aeropuerto Internacional Alfonso Bonilla Aragón de Cali, el aeropuerto Santiago Pérez Quíroz de Arauca y el Aeropuerto Internacional Camilo Daza de Cúcuta. Es además, la aerolínea colombiana que cubre la mayor cantidad de destinos en el país.
A finales del 2007 Satena se convirtió en la tercera aerolínea de Colombia, transportando más de un millón de pasajeros en un año. En 2008, fue nombrada como la segunda aerolínea en niveles de ocupación del país.

## Historia
Satena nace tras firmarse el decreto 940 del 12 de abril de 1962 aprobado por Alberto Lleras Camargo en ese entonces Presidente de Colombia. Desde entonces la aerolínea es controlada por la Fuerza Aérea Colombiana. Inició operaciones con una flota de un Douglas C-54 Skymaster, dos Douglas C-47 Skytrain, dos DHC-2 Beaver y dos PBY Catalina anfibios en las rutas Bogotá-Leticia, Leticia-Tarapacá-El Encanto-Puerto Leguízamo. En 1964, llegaron tres C-47 y dos C-54 más donados por la United States Agency for International Development para completar un total de 12 aeronaves.
Cuatro años más tarde Carlos Lleras Restrepo expide la ley 80 del 12 de diciembre de 1968 en la cual se decretó que la aerolínea funcionaría como establecimiento público, con un propio patrimonio y que estaría unida al Ministerio de defensa. En 1972 se hace una transición de aviones a pistón por aeronaves Turbohélice adquiriendo así cuatro Avro 748 para 48 pasajeros. Entre 1984 y 1985 se suman a la flota dos Fokker F28 cada uno para transportar hasta 65 personas. Tras el terremoto del 6 de junio de 1994 y con aviones CASA C-212 Aviocar, Satena colaboró en las labores de búsqueda, rescate y transporte de personas en los departamentos de Cauca y Huila.
En 1996 y con la llegada de 6 Dornier 328 con capacidad para 32 pasajeros se dio inicio a la renovación de la flota aérea regional y de la imagen corporativa de la compañía. Para el 2001 la aerolínea alcanzó a tener un 6,5% de participación en el mercado aéreo nacional de Colombia. Entre 2002 y 2005 se incorporaron a la flota 5 Embraer ERJ-145ER con capacidad para 50 pasajeros, además, a finales de 2006 se compraron 2 Embraer ERJ-170LR.
A finales del 2010, Satena sufre una crisis financiera, que consiste en deudas bancarias que ascienden a 120 mil millones de pesos y pérdidas que suman 25 mil millones de pesos. Debido a esto, el Gobierno Nacional propone la ley que permitiría a la aerolínea comercial salir de dicha crisis y competir en el mercado del transporte aéreo en el país. Esta ley consiste en capitalizar esta empresa en 98 mil millones de pesos, donde se pondrá en venta el 49% de las acciones de la empresa en un proceso democrático y en un plazo de dos años, mientras que el restante 51% continuaría en manos del Estado, algo que nunca se realizó al final.
El 29 de abril de 2018, la aerolínea trasladó todas sus rutas al Puente Aéreo (T2) perteneciente al Aeropuerto Internacional El Dorado, con el fin de facilitar el servicio a los pasajeros de vuelos regionales.

## Flota
| Aeronaves                            | En servicio | Pedidos | Pasajeros                                              | Matrículas                                             | Antigüedad                                             |
| ------------------------------------ | ----------- | ------- | ------------------------------------------------------ | ------------------------------------------------------ | ------------------------------------------------------ |
| ATR 42                               | 9           | —       | 48                                                     | HK-4806 «Guáitara»                                     | 28 años                                                |
| ATR 42                               | 9           | —       | 48                                                     | HK-4862                                                | 26 años                                                |
| ATR 42                               | 9           | —       | 48                                                     | HK-4979 «Caño Cristales»                               | 24,9 años                                              |
| ATR 42                               | 9           | —       | 48                                                     | HK-5104 «Raizal»                                       | 20 años                                                |
| ATR 42                               | 9           | —       | 48                                                     | HK-5430 «Paola Echeverry»                              | 10,6 años                                              |
| ATR 42                               | 9           | —       | 48                                                     | HK-5114 «Cerro Azul»                                   | 9,5 años                                               |
| ATR 42                               | 9           | —       | 48                                                     | HK-5129 «Yubarta»                                      | 9,4 años                                               |
| ATR 42                               | 9           | —       | 48                                                     | HK-5130 «Tolú»                                         | 9 años                                                 |
| ATR 42                               | 9           | —       | 48                                                     | HK-5442                                                | 3,9 años                                               |
| ATR 72                               | 2           | —       | 70                                                     | HK-5399                                                | 13 años                                                |
| ATR 72                               | 2           | —       | 70                                                     | HK-5398                                                | 12,8 años                                              |
| Embraer ERJ-145                      | 2           | —       | 50                                                     | HK-4525 «Corozal»                                      | 20,9 años                                              |
| Embraer ERJ-145                      | 2           | —       | 50                                                     | HK-4535 «Bogotá»                                       | 20,9 años                                              |
| Embraer ERJ-145                      | 2           | —       | 50                                                     | HK-5329                                                | 20,4 años                                              |
| De Havilland Canada DHC-6 Twin Otter | 2           | 6       | 19                                                     | HK-5452 HK-5453                                        | 1,1 años                                               |
| Total                                | 15          | 6       | Edad Media de la flota (noviembre de 2024): 15,4 años. | Edad Media de la flota (noviembre de 2024): 15,4 años. | Edad Media de la flota (noviembre de 2024): 15,4 años. |

## Flota histórica

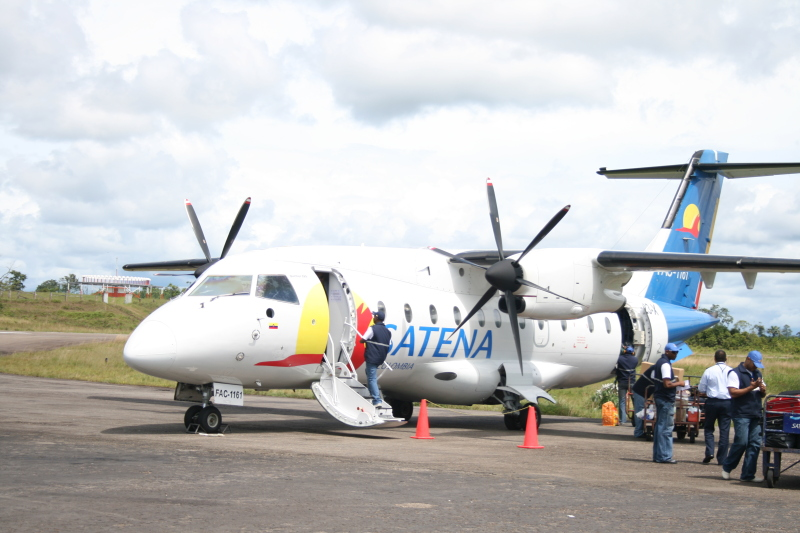
Dornier 328

| Aeronave                         | Número | Introducido | Retirado | Matrículas |
| -------------------------------- | ------ | ----------- | -------- | --- |
| Boeing 727-100                   | 3      | 1995        | 2001     | HK-3770, FAC-1145 y FAC-1146 |
| Boeing 727-200                   | 1      | 1996        | 2001     | FAC-1147 |
| CASA C-212 Aviocar               | 11     | 1984        | 1997     | FAC-1150, FAC-1151, FAC-1152, FAC-1153, FAC-1154, FAC-1155, FAC-1156, FAC-1157, FAC-1158, FAC-1701 y FAC-1702                                      |
| CASA CN-235                      | 2      | 1998        | 2001     | FAC-1261 y FAC-1262 |
| Cessna 208 Caravan               | 1      | 1985        | 1992     | FAC-1121 |
| Consolidated PBY Catalina        | 2      | 1962        | 1972     | HK-811 y FAC-621 |
| De Havilland Canada DHC-2 Beaver | 11     | 1962        | 2005     | FAC-101, FAC-102, FAC-103, FAC-104, FAC-115 (re-reg. FAC-5115), FAC-105, FAC-106 (re-reg. FAC-5106), FAC-108 (re-reg. FAC-5108), FAC-111 y FAC-114 |
| Dornier 328                      | 6      | 1996        | 2013     | FAC-1160, FAC-1161, FAC-1162, FAC-1163, FAC-1164 y FAC-1165                                                                                        |
| Douglas DC-3/C-47                | 5      | 1962        | 1977     | HK-3199, FAC-1125, FAC-1121, FAC-1122, FAC-687 (re-reg. FAC-1120)                                                                                  |
| Douglas DC-4/C-54                | 6      | 1962        | 1994     | FAC-640, FAC-691, FAC-695, FAC-1105, FAC-1106 y FAC-696                                                                                            |
| Embraer EMB 120 Brasilia         | 1      | 2003        | 2004     | FAC-1175 |
| Embraer ERJ-145                  | 1      | 2003        | —        | FAC-1173 (implicado en un accidente) |
| Embraer ERJ-170                  | 2      | 2006        | 2020     | HK-4528 y HK-4529 |
| Fokker F-28                      | 2      | 1984        | 1998     | FAC-1140 y FAC-1141 |
| Harbin Y-12                      | 2      | 2014        | 2020     | HK-5036 y HK-5037 |
| Hawker Siddeley HS 748           | 5      | 1972        | 1997     | FAC-1101, FAC-1102, FAC-1103, FAC-1104 y FAC-1108                                                                                                  |
| McDonnell Douglas DC-9           | 2      | 1993        | 1994     | FAC-1142 y HK-3832 |
| Pilatus PC-6 Porter              | 6      | 1981        | 1997     | FAC-1110, FAC-1111, FAC-1112, FAC-1113 y FAC-1114                                                                                                  |

## Destinos
| Departamento                                                            | Destinos                                 | Aeropuertos                                     | Desde                                                            |
| Nacionales                                                              | Nacionales                               | Nacionales                                      | Nacionales                                                       |
| ----------------------------------------------------------------------- | ---------------------------------------- | ----------------------------------------------- | ---------------------------------------------------------------- |
| Amazonas                                                                | La Chorrera                              | Aeropuerto de La Chorrera                       | Desde Leticia                                                    |
| Amazonas                                                                | La Pedrera                               | Aeropuerto de La Pedrera                        | Desde Leticia y Tarapacá                                         |
| Amazonas                                                                | Leticia                                  | Aeropuerto Internacional Alfredo Vásquez Cobo   | Desde La Chorrera, La Pedrera y Tarapacá                         |
| Amazonas                                                                | Tarapacá                                 | Aeropuerto Ipiranga                             | Desde Leticia                                                    |
| Antioquia                                                               | Apartadó                                 | Aeropuerto Antonio Roldán Betancourt            | Desde Bogotá y Medellín                                          |
| Antioquia                                                               | Medellín                                 | Aeropuerto Olaya Herrera                        | Desde Apartadó, Quibdó, Bahía Solano, Nuquí, Ocaña y Montelíbano |
| Antioquia                                                               | El Bagre                                 | Aeropuerto El Tomin                             | Desde Medellín                                                   |
| Atlántico                                                               | Barranquilla                             | Aeropuerto Internacional Ernesto Cortissoz      | Desde Medellín y Cúcuta                                          |
| Arauca                                                                  | Arauca                                   | Aeropuerto Santiago Pérez Quiroz                | Desde Bogotá, Cúcuta, Bucaramanga y Villavicencio                |
| Arauca                                                                  | Saravena                                 | Aeropuerto Los Colonizadores                    | Desde Bogotá y Bucaramanga                                       |
| Arauca                                                                  | Tame                                     | Aeropuerto General Gabriel Vargas Santos        | Desde Bogotá                                                     |
| Bogotá, D. C.                                                           | Bogotá                                   | Terminal Puente Aéreo                           | Desde Medellín                                                   |
| Bolívar                                                                 | Cartagena                                | Aeropuerto Rafael Nuñez                         | Desde Mompox                                                     |
| Bolívar                                                                 | Mompox                                   | Aeropuerto San Bernardo                         | Desde Cartagena                                                  |
| Boyacá                                                                  | Paipa                                    | Aeropuerto Juan José Rondón                     | Desde Medellín y Yopal                                           |
| Caquetá                                                                 | Solano                                   | Aeropuerto de Araracuara                        | Desde Florencia y La Chorrera                                    |
| Caquetá                                                                 | Florencia                                | Aeropuerto Gustavo Artunduaga                   | Desde Bogotá, Cali y Araracuara                                  |
| Caquetá                                                                 | San Vicente del Caguán                   | Aeropuerto Eduardo Falla Solano                 | Desde Bogotá                                                     |
| Casanare                                                                | Yopal                                    | Aeropuerto El Alcaraván                         | Desde Paipa                                                      |
| Cauca                                                                   | Guapi                                    | Aeropuerto Juan Casiano                         | Desde Cali                                                       |
| Cesar                                                                   | Aguachica                                | Aeropuerto Hacaritama                           | Desde Bogotá                                                     |
| Chocó                                                                   | Acandí                                   | Aeropuerto Alcides Fernández                    | Desde Medellín                                                   |
| Chocó                                                                   | Condoto                                  | Aeropuerto Mandinga                             | Desde Medellín                                                   |
| Chocó                                                                   | Bahía Solano                             | Aeropuerto José Celestino Mutis                 | Desde Medellín y Quibdó                                          |
| Chocó                                                                   | Nuquí                                    | Aeropuerto Reyes Murillo                        | Desde Medellín y Quibdó                                          |
| Chocó                                                                   | Quibdó                                   | Aeropuerto El Caraño                            | Desde Medellín, Bogotá y Cartago                                 |
| Córdoba                                                                 | Montelíbano                              | Aeropuerto El Pindo                             | Desde Medellín                                                   |
| Guainía                                                                 | Puerto Inírida                           | Aeropuerto César Gaviria Trujillo               | Desde Bogotá y Villavicencio                                     |
| Guaviare                                                                | San José del Guaviare                    | Aeropuerto Jorge Enrique González               | Desde Bogotá                                                     |
| Huila                                                                   | Pitalito                                 | Aeropuerto Contador                             | Desde Bogotá y Cali                                              |
| Meta                                                                    | La Macarena                              | Aeropuerto de La Macarena                       | Desde Bogotá                                                     |
| Meta                                                                    | Villavicencio                            | Aeropuerto Vanguardia                           | Desde Mitú, Puerto Carreño, Puerto Inírida y Arauca              |
| Norte de Santander                                                      | Cúcuta                                   | Aeropuerto Internacional Camilo Daza            | Desde Barranquilla, Arauca, Ocaña y Tibú                         |
| Norte de Santander                                                      | Ocaña                                    | Aeropuerto Aguas Claras                         | Desde Cúcuta y Medellín                                          |
| Norte de Santander                                                      | Tibú (desde el 18 de junio del 2025)     | Aeropuerto de Tibú                              | Desde Cúcuta                                                     |
| Nariño                                                                  | Ipiales                                  | Aeropuerto San Luis                             | Desde Bogotá y Cali                                              |
| Nariño                                                                  | Tumaco                                   | Aeropuerto La Florida                           | Desde Bogotá y Cali                                              |
| Putumayo                                                                | Puerto Asís                              | Aeropuerto Tres de Mayo                         | Desde Bogotá, Cali, Ipiales y Puerto Leguízamo                   |
| Putumayo                                                                | Puerto Leguízamo                         | Aeropuerto Caucaya                              | Desde Puerto Asís y Villagarzón                                  |
| Putumayo                                                                | Villagarzón                              | Aeropuerto de Villagarzón                       | Desde Bogotá y Puerto Leguízamo                                  |
| San Andrés y Providencia                                                | Isla de Providencia                      | Aeropuerto El Embrujo                           | Desde Isla de San Andrés                                         |
| San Andrés y Providencia                                                | Isla de San Andrés                       | Aeropuerto Internacional Gustavo Rojas Pinilla  | Desde Isla de Providencia                                        |
| Santander                                                               | Bucaramanga                              | Aeropuerto Internacional Palonegro              | Desde Saravena y Arauca                                          |
| Sucre                                                                   | Corozal                                  | Aeropuerto Las Brujas                           | Desde Bogotá                                                     |
| Sucre                                                                   | Tolú                                     | Aeropuerto Golfo de Morrosquillo                | Desde Bogotá y Medellín                                          |
| Valle del Cauca                                                         | Buenaventura                             | Aeropuerto Gerardo Tobar López                  | Desde Bogotá                                                     |
| Valle del Cauca                                                         | Cali                                     | Aeropuerto Internacional Alfonso Bonilla Aragón | Desde Guapi, Ipiales, Puerto Asís y Tumaco                       |
| Valle del Cauca                                                         | Cartago                                  | Aeropuerto Santa Ana                            | Desde Quibdo                                                     |
| Vaupés                                                                  | Mitú                                     | Aeropuerto Fabio Alberto León Bentley           | Desde Bogotá y Villavicencio                                     |
| Vichada                                                                 | Puerto Carreño                           | Aeropuerto Germán Olano                         | Desde Bogotá y Villavicencio                                     |
| Internacionales                                                         |                                          |                                                 |                                                                  |
| Venezuela                                                               | Valencia (Finaliza 30 de agosto de 2025) | Aeropuerto Internacional Arturo Michelena       | Desde Bogotá                                                     |
| Venezuela                                                               | Maracaibo (Estacional)                   | Aeropuerto Internacional La Chinita             | Desde Bogotá y Cúcuta                                            |
| 54 destinos nacionales en 19 departamentos. 2 destinos internacionales. |                                          |                                                 |                                                                  |

## Accidentes e incidentes
- El 21 de enero de 1972, un Douglas C-47 (DC-3) de matrícula FAC-661 con 3 tripulantes y 26 pasajeros que despegó del aeropuerto Enrique Olaya Herrera de Medellín, con destino al aeropuerto El Caraño de la ciudad de Quibdó, se estrelló contra el cerro de San Nicolás pereciendo todos sus ocupantes.

- Incidente aéreo del FAC-1101 de 1979, un Hawker Siddeley HS 748 de matrícula FAC-1101 se estrella después de que el mecánico Armando Nieto Jaramillo se apoderara de este en un hangar del aeropuerto El Dorado durante un descuido del personal de seguridad y de sus compañeros de Satena. Nieto finalmente estrelló su avión en el humilde barrio Marco Fidel Suárez. Murieron en el acto 2 personas que se disponían a salir de su hogar (además del propio Nieto). Se sabe que el accidente fue intencionado (suicidio) y la hipótesis que se manejó en el momento fue que Nieto intentó estrellar el avión en la casa de sus padres, que estaba a 4 cuadras del lugar del accidente (calle 45 Sur N.º 14-27).

- En 1985, un Fokker F-28 de matrícula FAC-1140 se accidentó cerca a la ciudad de Florencia (Caquetá) durante la aproximación al aeropuerto Gustavo Artunduaga Paredes. Las causas del accidente fueron las "imprudencias" de la tripulación al intentar efectuar un aterrizaje forzado en condiciones adversas. Todos los 46 pasajeros a bordo y la tripulación perecieron en el accidente. El avión quedó siniestrado totalmente, al quedar esparcidos sus restos calcinados en un espacio de unos 500 metros.

- El 18 de noviembre de 1990, un avión tipo CASA C-212 que hacía la ruta Quibdó-Bogotá se estrelló en el Suroeste antioqueño dejando a sus 16 ocupantes muertos.[21]

- En 1999, un Fokker F-28 de matrícula FAC-1141 se accidentó mientras efectuaba un aterrizaje en el aeropuerto Vanguardia de la ciudad de Villavicencio. Las condiciones al momento del aterrizaje eran adversas (lluvias y vientos), por lo cual al aterrizar el avión se deslizó por la pista y fue imposible intentar un despegue inmediato, por lo que el avión se salió de la pista y se le partió el tren de aterrizaje. Todos los pasajeros resultaron ilesos y salieron por su cuenta de la aeronave, la cual sufrió daños leves en el tren delantero y en el morro. La aeronave fue desenterrada y levantada con bolsas de aire y posteriormente fue llevada a la terminal, donde fue reparada y llevada a la ciudad de Bogotá (Cundinamarca) con el tren extendido, para terminar su reparación en Bogotá.

- El 30 de enero de 2001, un Dornier 328 de matrícula FAC-1165, con 21 pasajeros y 6 tripulantes a bordo, fue secuestrado por un desertor de las FARC cuando se encontraba dispuesto para despegar del aeropuerto Eduardo Falla Solano. El avión cumplía la ruta San Vicente del Caguán-Neiva-Bogotá. El secuestrador ordenó al capitán despegar y pedir autorización para aterrizar en Base Militar de CATAM donde llegó a las 5:45 p. m. (hora local). Tras 4 horas de estar en tierra pidiendo ser llevado a Costa Rica o ser atendido por la Cruz Roja Internacional. El aeropirata logró ser inmovilizado y desarmado, todos los ocupantes de la aeronave salieron ilesos.[22][23]

- El 8 de mayo de 2003, un avión CASA de la aerolínea fue impactado por 5 balas en el fuselaje cuando se disponía a aterrizar en el aeropuerto de La Macarena, la aeronave con 15 pasajeros y 4 tripulantes a bordo realizaba la ruta Villavicencio - La Macarena donde logró aterrizar sin ningún contratiempo, y todos sus ocupantes salieron ilesos.[24]

- El 5 de mayo de 2010, un Embraer ERJ 145 de la compañía que cubría la ruta Bogotá-Mitú se salió de la pista al aterrizar debido a las condiciones meteorológicas y a que la pista estaba húmeda a la hora del accidente. Los 37 pasajeros y la tripulación salieron ilesos, menos el capitán que salió con heridas menores. El avión fue declarado pérdida total al sufrir daños estructurales.

- El 18 de septiembre de 2010, un Dornier 328 se salió de la pista en el Aeropuerto Internacional Matecaña de Pereira al tener una falla en el tren de aterrizaje, quedando a un lado de la pista sin causar víctimas. El avión fue reparado.

- El 19 de diciembre de 2024, un ATR 42-600 se deslizó en la plataforma del aeropuerto Las Brujas de Corozal, debido a una falla en los sistemas de anclaje, sin causar víctimas ni daños a la terminal aérea.

## Reconocimientos
- Trofeo Internacional a la Calidad Club de Líderes del Comercio entregado en octubre de 1991.[25]
- Condecoración "Orden Nacional al Mérito" en el grado de Cruz de Plata otorgada el 25 de julio de 1987.[8]
- Condecoración Servicios Distinguidos "Gran Medalla" conferida por el Departamento Administrativo de Seguridad a Satena el 30 de octubre de 1997.[8]
- Condecoración "Gran Medalla" de la Orden Flor del Guaviare otorgada el 19 de marzo de 2001.[8]

## Códigos compartidos
- Avianca
- Conviasa